# 熱田駅
熱田駅（あつたえき）は、愛知県名古屋市熱田区森後町2丁目にある、東海旅客鉄道（JR東海）東海道本線の駅である。駅番号はCA65。
運行形態の詳細は「東海道線 (名古屋地区)」を参照。

## 概要
1886年（明治19年）3月に開業した。熱田宿や熱田神宮があったことにより、熱田は古くから賑わった。熱田駅の設置された頃は、周辺が葦だらけの名古屋駅に比べれば、当駅は遥かに名古屋の玄関としてふさわしいものであった。しかし1913年（大正2年）に愛知電気鉄道（後の名古屋鉄道）の神宮前駅が近くに設置されると、列車本数が劣勢だったことなどから賑わいを奪われて、次第に寂れていくようになる。かつては当駅と名古屋駅との間に駅はなく、有料急行が運転されている時代は一部の急行列車が、それ以降は快速列車が停車していたが、隣の金山駅が1989年（平成元年）に総合駅として整備されると、その地位を譲った。ただし、熱田神宮が最寄りに所在するため、正月三が日（曜日配列により直後の休日を含む）の快速系列車の臨時停車は、2022年（令和4年）現在も行われている。
残された広い構内や留置線は、名古屋駅や金山駅の設備に収容できない回送車両（もっぱら朝夕混雑時用の車両や北陸・高山方面の特急列車用車両）の回送先および待機場所として使用されている。例えば特急「しらさぎ」用の車両は、名古屋駅 - 当駅間を回送し、ここでリネン交換などの車内整備を行う。

## 歴史
武豊駅を起点とし、「半田線」などと呼ばれた路線の終着駅として1886年（明治19年）3月に開業した。熱田は東海道五十三次最大の宿場町であり、駅は町の東側にあった。現在地より南に約1.57km（北緯35度6分58.6秒 東経136度54分57.0秒 / 北緯35.116278度 東経136.915833度）の位置で、熱田港に近く、鉄道と水運の連絡駅だった。
1896年（明治29年）に熱田駅は熱田神宮近くの現在地に移転した。移転に伴い熱田港から離れたが、精進川（後の新堀川）への運河を建設し、港との連絡を図った。この運河は、その後の名古屋港駅や白鳥駅の開業により利用が減少し埋め立てられた。
駅の移転に伴い建設された2代目の駅舎は太平洋戦争中の1945年（昭和20年）5月、熱田空襲に遭い焼失した。この日の空襲では、熱田神宮の社殿や笠寺駅駅舎なども焼失した。1947年（昭和22年）6月に3代目の駅舎が建設され、1982年（昭和57年）10月に4代目の現駅舎に改築された。
開業時より鉄道貨物輸送の拠点駅の一つであり、有蓋車用車扱ホームが駅構内に設置されていたほか、日本車輌製造本社工場や内外輸送名古屋支店、中京倉庫などへ続く専用線が存在した。1980年代前半に合理化のためすべて廃止され、一部の業務は名古屋貨物ターミナル駅へ統合された。
1970年代には、逼迫する名古屋駅の機能分散のため、当駅構内に大規模な小荷物取扱施設が設置され、名古屋駅の小荷物機能が移転した。小荷物取扱は1986年（昭和61年）11月までに廃止となったが、この施設を転用して1980年代後半から1990年代には当駅が「カートレイン」の名古屋地区の始発・終着駅となっていた。

### 年表
- 1886年（明治19年）

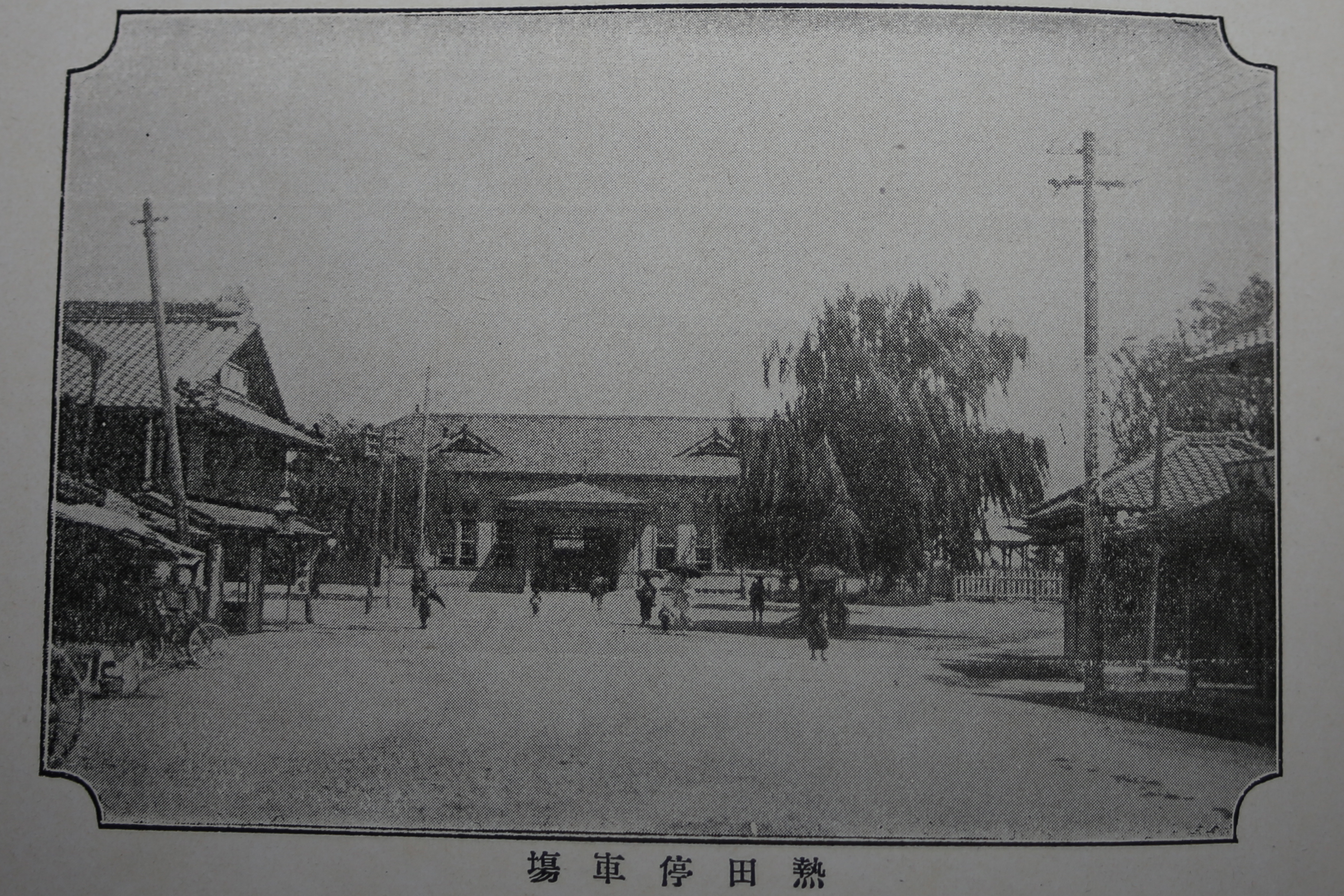
1910年頃の熱田駅

  - 3月1日：官設鉄道（のちの国鉄・JR）の武豊駅 - （大府駅） - 当駅間開業時に開業[3]。一般駅[3]。
  - 4月1日：官設鉄道が枇杷島駅（現在の清洲駅）まで延伸。途中駅となる。
- 1895年（明治28年）4月1日：線路名称制定。東海道線（1909年に東海道本線に改称）の所属となる。
- 1896年（明治29年）9月1日：現在地に移転[3]。
- 1908年（明治41年）5月3日：駅前に名古屋電気鉄道（後の名古屋市電）が乗り入れ。
- 1918年（大正7年）9月10日：千種駅への東海道本線貨物支線が開業[7]。
- 1930年（昭和5年）4月1日：千種駅への東海道本線貨物支線が廃止[7]。
- 1945年（昭和20年）5月17日：空襲により駅舎焼失。
- 1947年（昭和22年）6月22日：駅舎再建。
- 1967年（昭和42年）4月1日：みどりの窓口の営業を開始[8]。
- 1974年（昭和49年）2月16日：名古屋市電熱田駅前電停が廃止。
- 1978年（昭和53年）1月16日：専用線発着を除く貨物の取り扱いを廃止[3]。
- 1979年（昭和54年）3月：段階的に進められてきた名古屋駅の小荷物機能の移転が完了し、小荷物取扱施設が全面稼働。
- 1982年（昭和57年）10月7日：現在の駅舎に改築[5]。
- 1984年（昭和59年）1月10日：貨物の取り扱いを全廃[3]。
- 1986年（昭和61年）11月1日：小荷物の取り扱いを廃止[3]。
- 1987年（昭和62年）4月1日：国鉄分割民営化により、東海旅客鉄道（JR東海）が継承[3]。
- 1989年（平成元年）3月11日：快速のうち約半数（豊橋駅 - 岡崎駅間も快速運転を行う列車。通称「快速（青）」）が当駅通過となる[9]。
- 1990年（平成2年）3月10日：前年7月9日の東海道本線金山駅開業を受け、残りの快速（豊橋駅 - 岡崎駅間は各駅停車となる、1999年以降の区間快速に相当する列車。通称「快速（緑）」）が当駅通過となり、普通列車のみの停車となる[10]。
- 1995年（平成7年）10月14日：自動改札機を導入[11]。
- 2006年（平成18年）11月25日：ICカード「TOICA」の利用が可能となる。

## 駅構造
島式ホーム2面4線を持つ地上駅。ホームの番号は構内西側から付けられており、1番線から4番線まで存在する。1・2番線が下り列車用、3・4番線が上り列車用で、2・3番線が本線、1・4番線が待避線となっている。このほかにも旅客用ホームに接しない線路があり、1番線西側の2線は待避線、4番線東側の2線は行止り式の留置線（着発収容線）となっている。この待避線・留置線は、特急「しらさぎ」「ひだ」の折り返し回送列車や、通勤輸送用の電車が留置されている。また、一番西側の待避線に接したホームは、1979年（昭和54年）3月から全面稼働した小荷物取扱施設のホームの一つであり、このため駅舎につながる旅客用の階段などはない。現在は使用されていないが、「カートレイン」が運行されていた当時はこのホームで乗用車の積み下ろしおよび旅客の乗降を行っていた。
駅舎と2つのホームは跨線橋で繋がる。バリアフリーには3台のエレベーター（ホーム - 跨線橋間2台、改札階 - 地上1台）と、改札と跨線橋の間をスロープで結ぶことで対応している。
構内の西側にある駅舎は2階建てで、駅事務室・改札口は2階にある。名古屋鉄道（名鉄）神宮前駅とは異なり橋上駅舎にはなっておらず、構内の東側に駅舎も設置されていないため、直接名鉄の線路を越えて駅の東側へ行くことは出来ない。JR東海の直営駅だが駅長は配置されていないため、金山駅が当駅を管理する。JR全線きっぷうりば、自動券売機2台（TOICA対応タッチパネル式）、TOICAチャージ機も設置されている。
JRの特定都区市内制度における「名古屋市内」の駅である。

### のりば
| 番線 | 路線          | 方向 | 行先             | 備考                    |
| ---- | ------------- | ---- | ---------------- | ----------------------- |
| 1・2 | CA 東海道本線 | 下り | 名古屋・大垣方面 | 1番線は事実上予備ホーム |
| 3・4 | CA 東海道本線 | 上り | 岡崎・武豊方面   | 4番線は事実上予備ホーム |

（出典：JR東海:駅構内図）
1番線及び4番線を使用する定期旅客列車はないが、名鉄神宮前駅付近で本線から分岐する長い待避線のため、貨物列車の待避がよく行われている。

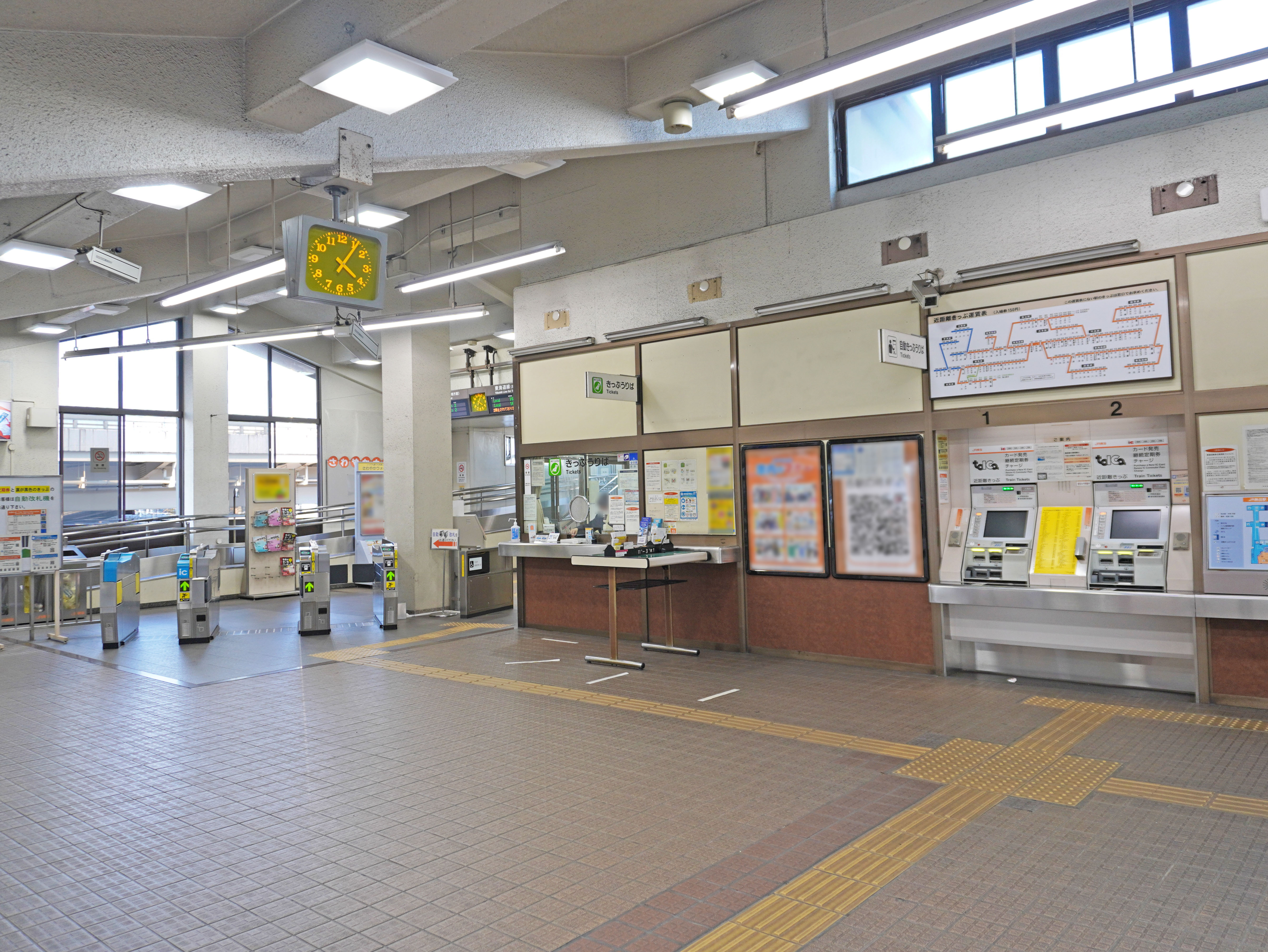
改札口（2022年11月）
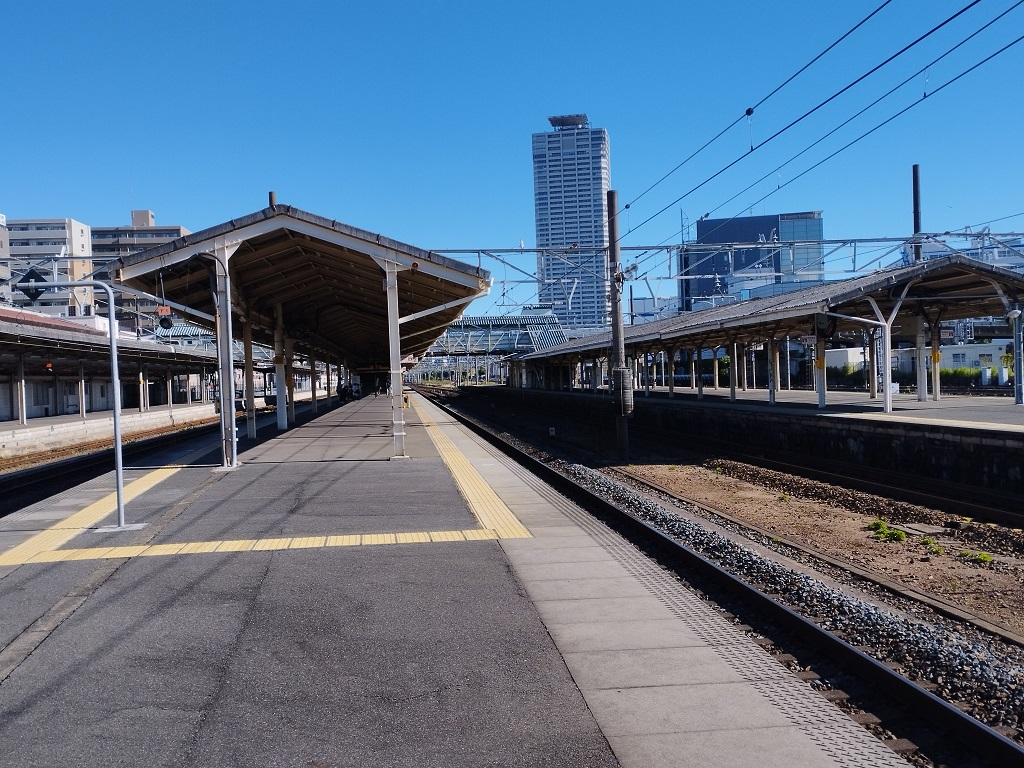
ホーム（2022年6月）
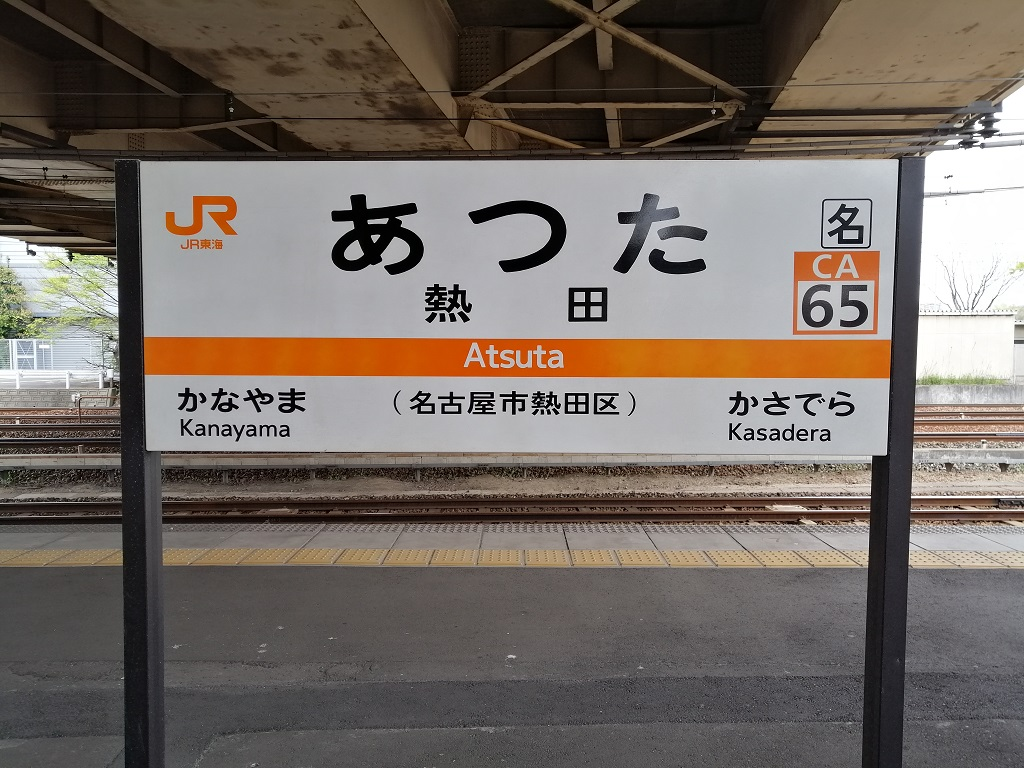
駅名標（2020年4月）

## 利用状況
「名古屋市統計年鑑」によると、当駅の1日平均乗車人員乗車人員は以下の通り推移している。
| 年度   | 1日平均 乗車人員 | 出典   |
| ------ | ---------------- | ------ |
| 1991年 | 3,462            | [ 13 ] |
| 1992年 | 3,374            | [ 13 ] |
| 1993年 | 3,320            | [ 13 ] |
| 1994年 | 3,217            | [ 13 ] |
| 1995年 | 3,116            | [ 14 ] |
| 1996年 | 3,103            | [ 14 ] |
| 1997年 | 3,053            | [ 14 ] |
| 1998年 | 3,012            | [ 14 ] |
| 1999年 | 2,930            | [ 14 ] |
| 2000年 | 2,890            | [ 15 ] |
| 2001年 | 2,799            | [ 15 ] |
| 2002年 | 2,747            | [ 15 ] |
| 2003年 | 2,835            | [ 15 ] |
| 2004年 | 2,914            | [ 15 ] |
| 2005年 | 2,880            | [ 16 ] |
| 2006年 | 2,799            | [ 16 ] |
| 2007年 | 2,831            | [ 16 ] |
| 2008年 | 2,856            | [ 16 ] |
| 2009年 | 2,893            | [ 16 ] |
| 2010年 | 2,894            | [ 17 ] |
| 2011年 | 2,840            | [ 18 ] |
| 2012年 | 2,857            | [ 19 ] |
| 2013年 | 2,894            | [ 20 ] |
| 2014年 | 2,887            | [ 21 ] |
| 2015年 | 2,980            | [ 22 ] |
| 2016年 | 3,031            | [ 23 ] |
| 2017年 | 3,057            | [ 24 ] |
| 2018年 | 3,024            | [ 25 ] |

金山駅より利便性が悪く、通常は普通しか停車しないため名鉄神宮前駅や地下鉄熱田神宮西駅より圧倒的に少ない。ただし、金山駅や名古屋駅までの運賃は名鉄や地下鉄より安い。

## 駅周辺
長い歴史を持つ鉄道駅だが、現在では拠点性は高くない。当駅から名鉄神宮前駅にかけて大津通り沿いに神宮前商店街があり、かつては熱田区一の賑わいを見せた。
2021年（令和3年）7月1日には、駅前に名古屋市営バスの回転場が開業した（電波学園スクールバスと共用）。神宮東門や熱田区役所が終点となるバスがここまで回送されて折り返している（回転場内に停留所はない）。
名勝・旧跡
- 熱田神宮

公共施設
- 神宮東公園
- 愛知県名古屋南部県税事務所
- 名古屋市熱田区役所・熱田図書館・熱田保健センター
- 名古屋市熱田土木事務所

文教施設
- 名古屋工学院専門学校
- 東海工業専門学校熱田校
- 名古屋市教育センター

主な企業
- 名古屋神宮郵便局
- 名古屋熱田駅前郵便局
- 日本車輌製造 本社
- 日本ガイシ 本社・工場
- 新・神宮東中日ハウジングセンター

商業施設
- 神宮前商店街
- パレマルシェ神宮前店（名鉄駅隣接）
- イオンモール熱田 - 当駅と金山駅のほぼ中間に位置する。金山駅と異なり、シャトルバスの運行はないが、イオンモール熱田行きの巡回バスが駅前を発着している。

交通
- 名鉄名古屋本線・常滑線 神宮前駅 : 南へ約500mに位置している。
- 名古屋市営地下鉄名城線 熱田神宮西駅 : 西へ約300mに位置している。
- 伏見通（国道19号） : 同国道と空港線（名古屋市道堀田高岳線）を連絡する道路（名古屋市道豆田町線）が当駅構内を陸橋で跨いでいる。
- 大津通（愛知県道226号熱田停車場伝馬線）
- 愛知県道224号熱田停車場線

## バス路線
熱田駅前交差点の西側に「熱田駅西」、北側に「熱田駅」、南側に「熱田区役所」停留所があり、名古屋市営バスの以下の路線バスが発着する。
熱田区役所
- 栄21・金山19：泉楽通4丁目[注釈 1]
- 金山19：ワイルドフラワーガーデン / 金山[注釈 1]
- 栄21：栄[注釈 1]
- 幹神宮1：多加良浦・河合小橋・中川車庫前
- 幹神宮2：権野・中川車庫前
- 幹神宮1・幹神宮2：熱田区役所
- 熱田巡回：金山[注釈 2]

熱田駅
- 金山25：野跡駅・港区役所 / 金山[注釈 2]

## 隣の駅

### 現在営業中の路線
東海旅客鉄道（JR東海）
CA 東海道本線
■特別快速・■新快速・■快速・■区間快速
通過
■普通
笠寺駅（CA64） - 熱田駅（CA65） - 金山駅（CA66）
基本的には普通列車しか停車しないが、正月三が日には熱田神宮への参詣客の便宜を図り、快速系列車が臨時停車する。

### かつて存在した路線
鉄道省（国有鉄道）
東海道本線貨物支線
熱田駅 - （古渡信号場） - 千種駅